# إيفان مكينلي
إيفان مكينلي (بالإنجليزية: Ivan McKinley)‏ هو لاعب كرة قدم جنوب أفريقي في مركز الدفاع، ولد في 15 يونيو 1969 في جوهانسبرغ في جنوب أفريقيا. شارك مع منتخب جنوب أفريقيا لكرة القدم. أما مع النوادي، فقد لعب مع بيدفيست ويتس وتامبا باي موتيني وتشارلستون بيتري ودي.سي. يونايتد وميامي فيوشن ونادي نوشاتل زاماكس ونيو إنجلاند ريفولوشن.

## وصلات خارجية
- إيفان مكينلي على موقع الدوري الأمريكي (الإنجليزية)
- إيفان مكينلي على موقع قاعدة بيانات كرة القدم.إي يو (الإنجليزية)